# NGC 631
NGC 631 è una galassia ellittica situata nella costellazione dei Pesci, a una distanza di circa 257 milioni di anni luce dalla nostra Via Lattea.

## Scoperta
NGC 631 è stata scoperta il 27 ottobre 1864 dall'astronomo prussiano Albert Marth.

## Descrizione
Secondo Turner, le galassie NGC 631 e NGC 632 formano una coppia di galassie ravvicinate. La distanza di Hubble di NGC 632 (138 milioni di anni luce) è però molto più piccola di quella di NGC 631. Le due galassie formano quindi solamente una coppia visuale.